# UEFAチャンピオンズリーグ 2007-08 決勝
UEFAチャンピオンズリーグ 2007-08 決勝は、UEFAチャンピオンズリーグ 2007-08の決勝戦であり、53回目のUEFAチャンピオンズリーグの決勝戦である。2008年5月21日にロシア・モスクワのルジニキ・スタジアムで行われ、マンチェスター・ユナイテッドが9年ぶり3回目の優勝を果たした。

## 概要
2度の優勝経験があるマンチェスター・ユナイテッドは1999年以来の9年ぶりの決勝であり、チェルシーはクラブ史上初のチャンピオンズリーグ決勝となった。マンチェスター・ユナイテッドは無敗で決勝まで勝ち上がった。一方のチェルシーはシーズン当初にジョゼ・モウリーニョ監督が解任されチーム状態が崩壊寸前であったが、後を受け継いだ新監督アヴラム・グラントの下で選手達が1つとなり、2005年と2007年に準決勝で敗れた因縁の相手リヴァプールを準決勝で延長戦の末に破っての決勝進出だった。
試合はモスクワ夏時間で夜11時という非常に遅い時刻に始まり、試合中に翌日の22日を迎えた。大会得点王となったクリスティアーノ・ロナウドのゴールでマンチェスター・ユナイテッドが前半26分に先制し、前半終了前にフランク・ランパードのゴールでチェルシーが追いついた。その後は一進一退の攻防を繰り広げながら延長戦に突入。延長戦もゴールが生まれずPK戦に突入した。また延長戦の終了前にチェルシーのディディエ・ドログバがネマニャ・ヴィディッチの頬を叩き、退場となっている。雨降りしきる中行われたPK戦は、先攻のマンチェスター・ユナイテッドの3人目のキッカーであるクリスティアーノ・ロナウドが、チェルシーのGKペトル・チェフに止められ失敗。後攻のチェルシーがリードし、これを決めれば優勝という場面で5人目のジョン・テリーに回ったが、ボールを蹴る寸前に雨で濡れたピッチで軸足を滑らせてしまい、ポストにはじかれて失敗。その後は6人目は共に決めたものの、チェルシーの7人目ニコラ・アネルカが、マンチェスター・ユナイテッドのGKエトヴィン・ファン・デル・サールに止められマンチェスター・ユナイテッドの優勝が決まった。試合終了後、PKを失敗したクリスティアーノ・ロナウドはピッチにうつ伏せになったまま涙し、ジョン・テリーも監督やチームメイトに抱かれながら涙した。

## 詳細
| 2008年5月21日 22:45 MSD |

| マンチェスター・ユナイテッド                                       | 1 – 1 (a.e.t.) | チェルシー                                                   |
| ロナウド 26分                                                      | Report         | ランパード 45分                                              |
|                                                                    | PK戦           |                                                              |
| テベス キャリック ロナウド ハーグリーヴス ナニ アンデルソン ギグス | 6 – 5          | バラック ベレッチ ランパード A.コール テリー カルー アネルカ |

| ルジニキ・スタジアム, モスクワ 観客数: 67,310人 主審: リュボシュ・ミヘリュ |

| マンチェスター・ユナイテッド | チェルシー |

| マンチェスター・ユナイテッド: |    |                                  |       |         |
|                               |    |                                  |       |         |
| GK                            | 1  | エトヴィン・ファン・デル・サール |       |         |
| RB                            | 6  | ウェズ・ブラウン                 |       | 120+5分 |
| CB                            | 5  | リオ・ファーディナンド           | 43分  |         |
| CB                            | 15 | ネマニャ・ヴィディッチ           | 111分 |         |
| LB                            | 3  | パトリス・エヴラ                 |       |         |
| RM                            | 4  | オーウェン・ハーグリーヴス       |       |         |
| CM                            | 18 | ポール・スコールズ               | 21分  | 87分    |
| CM                            | 16 | マイケル・キャリック             |       |         |
| LM                            | 7  | クリスティアーノ・ロナウド       |       |         |
| CF                            | 10 | ウェイン・ルーニー               |       | 101分   |
| CF                            | 32 | カルロス・テベス                 | 116分 |         |
| 控え:                         |    |                                  |       |         |
| GK                            | 29 | トマシュ・クシュチャク           |       |         |
| DF                            | 22 | ジョン・オシェイ                 |       |         |
| DF                            | 27 | ミカエル・シルヴェストル         |       |         |
| MF                            | 8  | アンデルソン                     |       | 120+5分 |
| MF                            | 11 | ライアン・ギグス                 |       | 87分    |
| MF                            | 17 | ナニ                             |       | 101分   |
| MF                            | 24 | ダレン・フレッチャー             |       |         |
| 監督:                         |    |                                  |       |         |
| アレックス・ファーガソン      |    |                                  |       |         |

| チェルシー:        |    |                            |       |         |
|                    |    |                            |       |         |
| GK                 | 1  | ペトル・チェフ             |       |         |
| RB                 | 5  | マイケル・エッシェン       | 118分 |         |
| CB                 | 6  | リカルド・カルヴァーリョ   | 45分  |         |
| CB                 | 26 | ジョン・テリー             |       |         |
| LB                 | 3  | アシュリー・コール         |       |         |
| DM                 | 4  | クロード・マケレレ         | 21分  | 120+4分 |
| CM                 | 13 | ミヒャエル・バラック       | 116分 |         |
| CM                 | 8  | フランク・ランパード       |       |         |
| RW                 | 10 | ジョー・コール             |       | 99分    |
| LW                 | 15 | フローラン・マルダ         |       | 92分    |
| CF                 | 11 | ディディエ・ドログバ       | 116分 |         |
| 控え:              |    |                            |       |         |
| GK                 | 23 | カルロ・クディチーニ       |       |         |
| DF                 | 33 | アレックス                 |       |         |
| DF                 | 35 | ジュリアーノ・ベレッチ     |       | 120+4分 |
| MF                 | 12 | ジョン・ミケル・オビ       |       |         |
| FW                 | 7  | アンドリー・シェフチェンコ |       |         |
| FW                 | 21 | サロモン・カルー           |       | 92分    |
| FW                 | 39 | ニコラ・アネルカ           |       | 99分    |
| 監督:              |    |                            |       |         |
| アヴラム・グラント |    |                            |       |         |

## ギャラリー

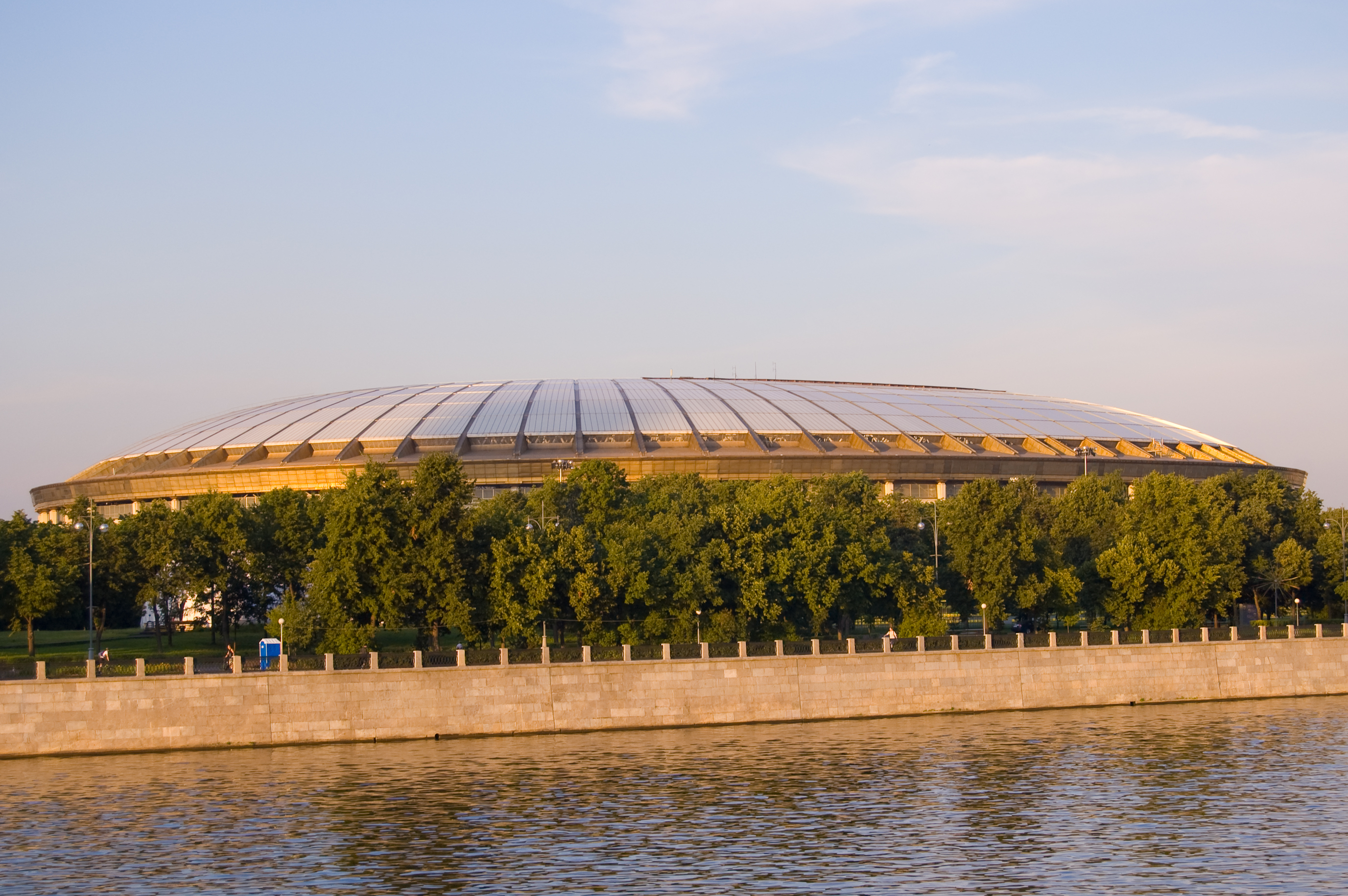
決勝の舞台となったルジニキ・スタジアム
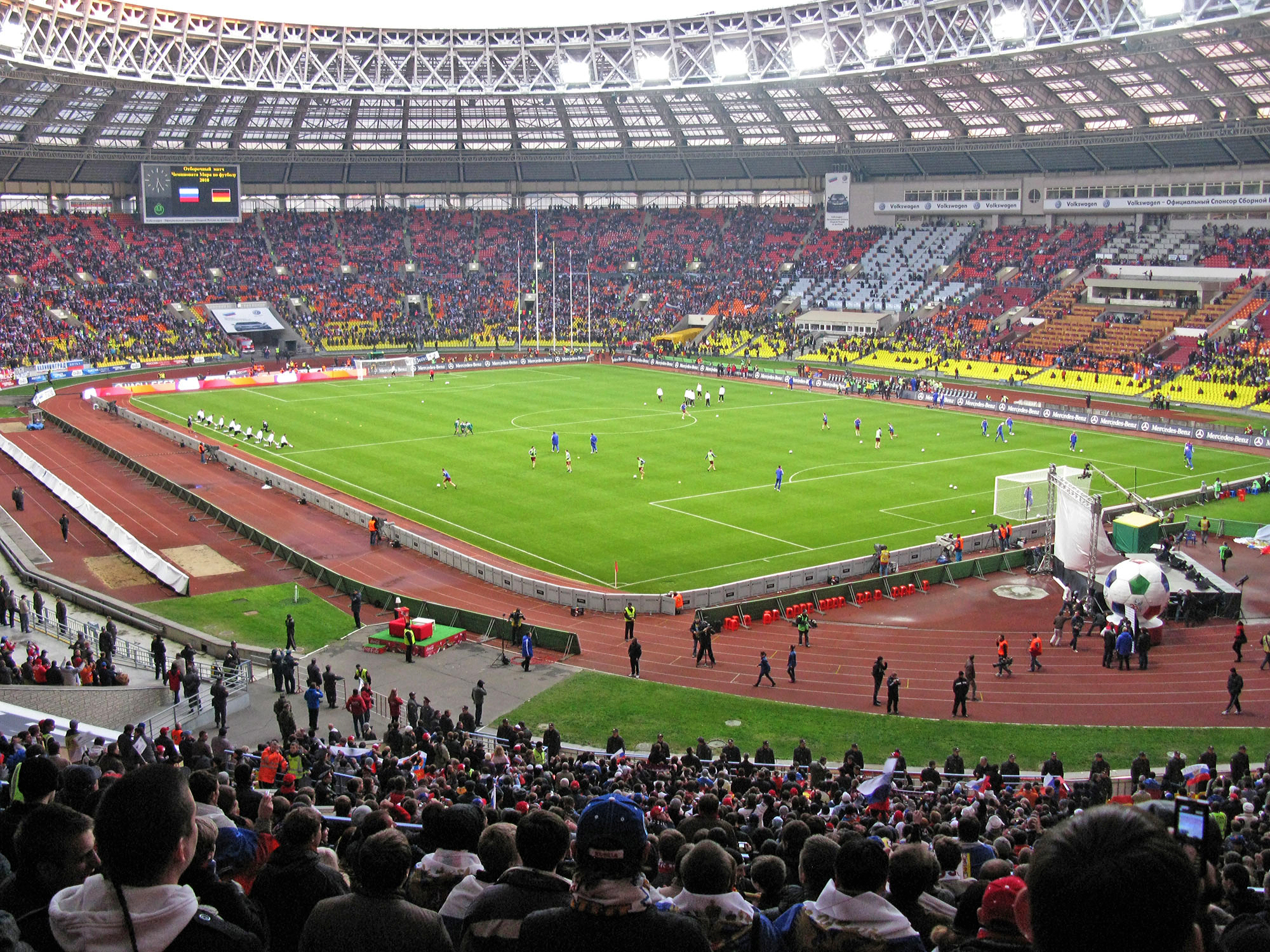
ルジニキ・スタジアムのピッチ（１）
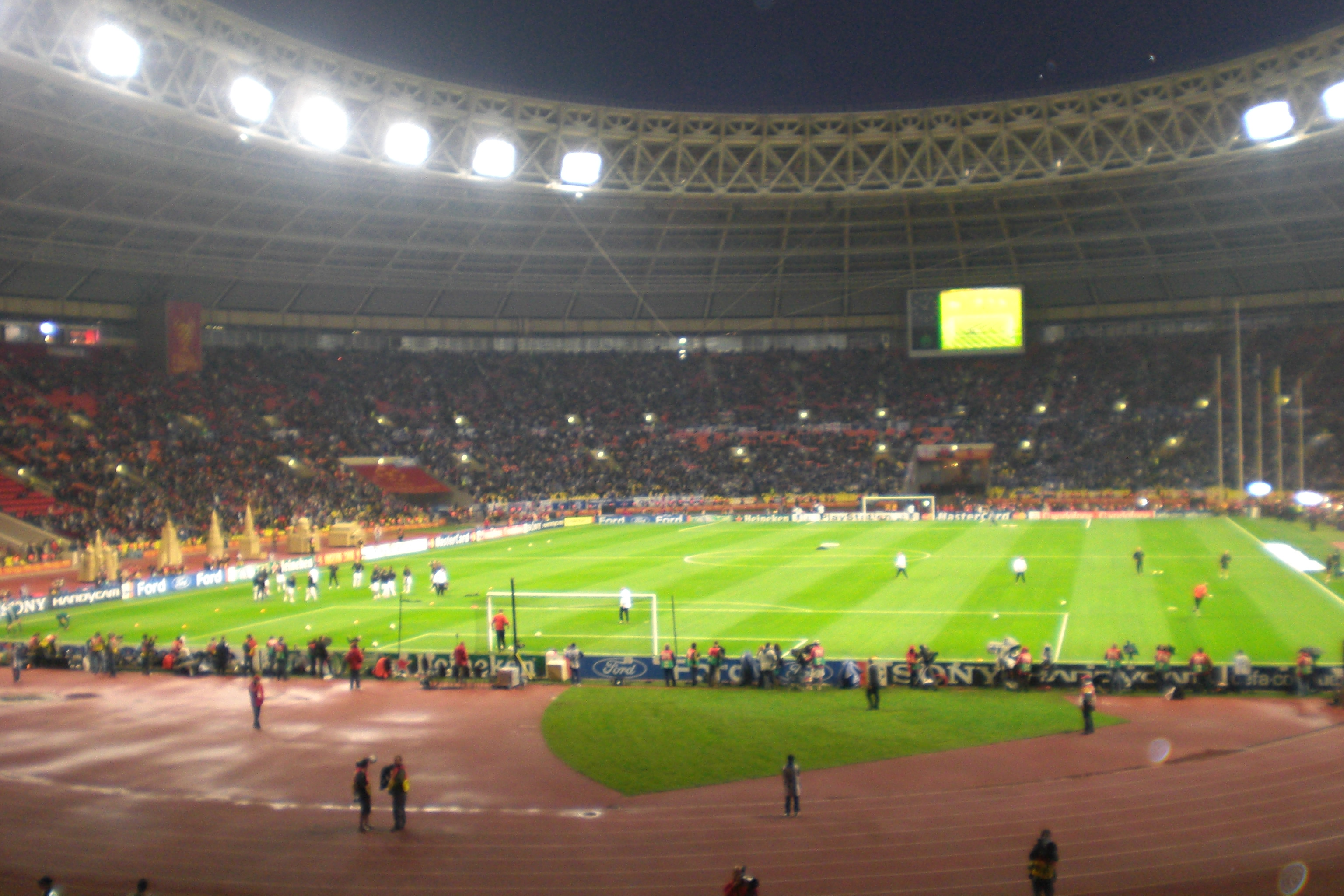
ルジニキ・スタジアムのピッチ（２）
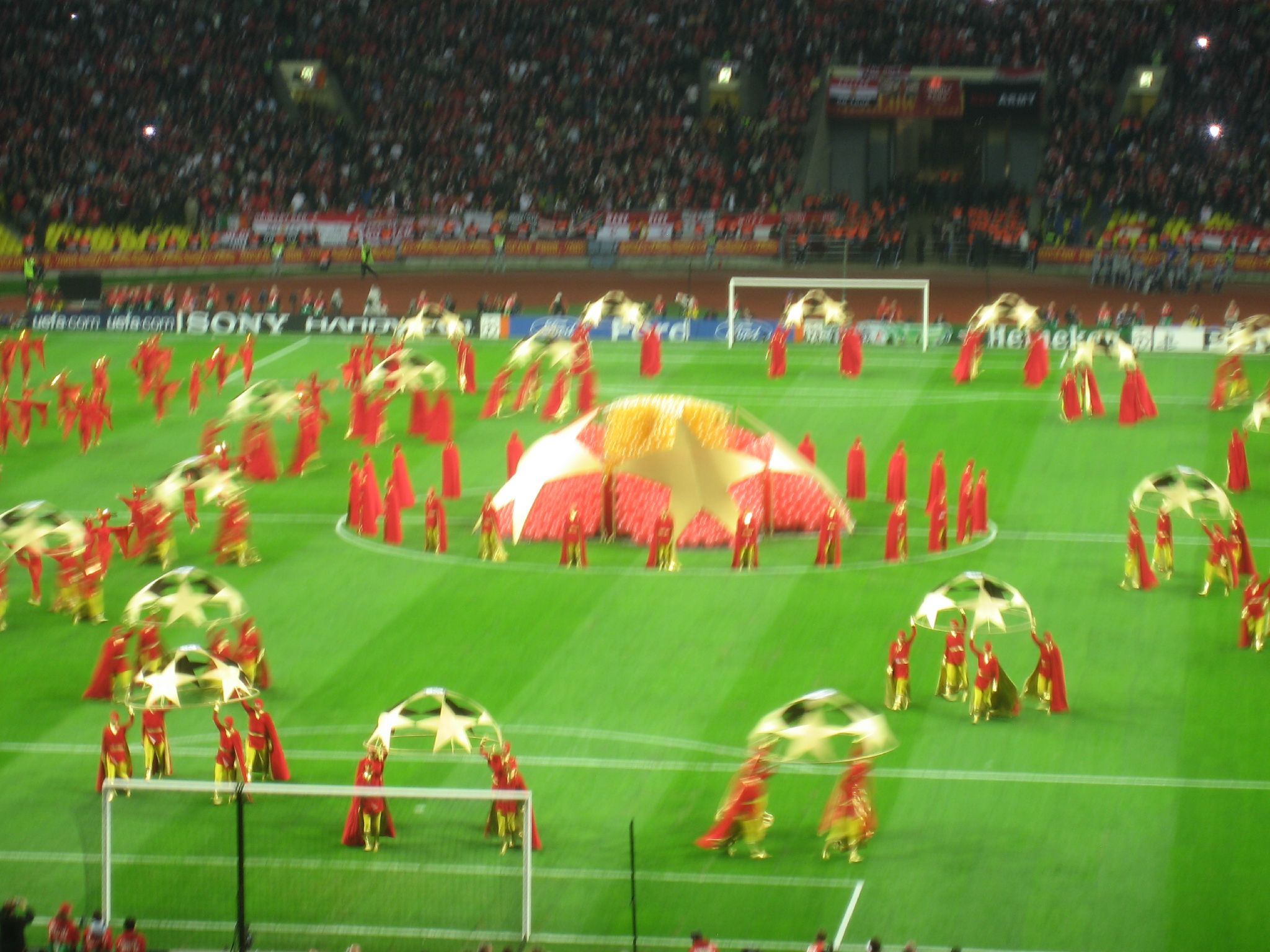
試合前のセレモニー